# Purevolume
Purevolume, i marknadsföringssyfte skrivet PureVolume, är en webbplats där musiker kan lägga ut sin musik både enbart för lyssning och gratis nedladdning tillsammans med information om sig själva, likt Myspace. Purevolume skapades 2004 och sedan dess har över 500 000 artister registrerat sig.[källa behövs]